# Basaltsteinbruch Eitorf/ Stein
Basaltsteinbruch Eitorf/ Stein este o arie protejată (arie specială de conservare — SAC, sit de importanță comunitară — SCI) din Germania întinsă pe o suprafață de 11,49 ha, integral pe uscat.

## Localizare
Centrul sitului Basaltsteinbruch Eitorf/ Stein este situat la coordonatele 50°44′12″N 7°28′05″E / 50.7367°N 7.4681°E.

## Înființare
Situl Basaltsteinbruch Eitorf/ Stein a fost declarat sit de importanță comunitară în martie 2001 pentru a proteja un număr necunoscut de specii din flora spontană și fauna sălbatică aflate în arealul zonei. Situl a fost protejat și ca arie specială de conservare în noiembrie 2003.

## Biodiversitate
Situată în ecoregiunea continentală, aria protejată conține 2 habitate naturale: Fânețe de joasă altitudine (Alopecurus pratensis, Sanguisorba officinalis), Păduri de fag Luzulo-Fagetum.
La baza desemnării sitului se află un număr nedeclarat de specii protejate.
Pe lângă speciile protejate, pe teritoriul sitului au mai fost identificate 1 specie de amfibieni.